# 西達瓦
49°1′57″N 28°10′7″E / 49.03250°N 28.16861°E
西達瓦（烏克蘭語：Сідава），是烏克蘭的村落，位於該國西南部文尼察州，由日梅林卡區負責管轄，面積1.28平方公里，海拔高度286米，2001年人口413，人口密度每平方公里323.41人。